# سورات (بترون)
سورات، هي قرية لبنانية من قرى قضاء البترون في محافظة الشمال. تبعد عن بيروت: المسافة 86 كلم وترتفع عن سطح البحر 500 م